# Vojtěch Mastný starší
Vojtěch Mastný starší, křtěný Adalbert Theodor (21. dubna 1842 Jičín – 31. května 1902 Praha-Nové Město) byl český bankéř a textilní a cukrovarnický podnikatel, dlouholetý zaměstnanec a pozdější ředitel Živnostenské banky, první banky v rakousko-uherském mocnářství, jež byla financována výhradně českým kapitálem. Za své zásluhy byl jmenován císařským dvorním radou a vyznamenán rakouským Řádem železné koruny II. třídy. Jeho syn Vojtěch Mastný mladší se stal československým diplomatem a velvyslancem v Berlíně.

## Život

### Mládí
Narodil se v Jičíně do rodiny obchodníka a průmyslníka Vincence Mastného, jehož otec Václav vedl a dědeček Jan Mastný založil v Jičíně rozsáhlou textilní továrnu zaměstnávající na 1500 dělníků. Otec Vincenc s rodinou v 50. letech přesídlil do Lomnice nad Popelkou a založil zde roku 1856 vlastní mechanickou tkalcovnu. Vojtěch vychodil jičínské reálné gymnázium a obchodní a hospodářskou školu. V 60. letech 19. století odešel pracovat do Prahy jako úředník skladiště cukru u firmy Schöller provozující například cukrovar v Čakovicích a ve Vinoři u Prahy. Po smrti otce Vincenta si spolu s bratry Hugem a Theodorem podržel podíl v rodinné firmě.

### Živnostenská banka

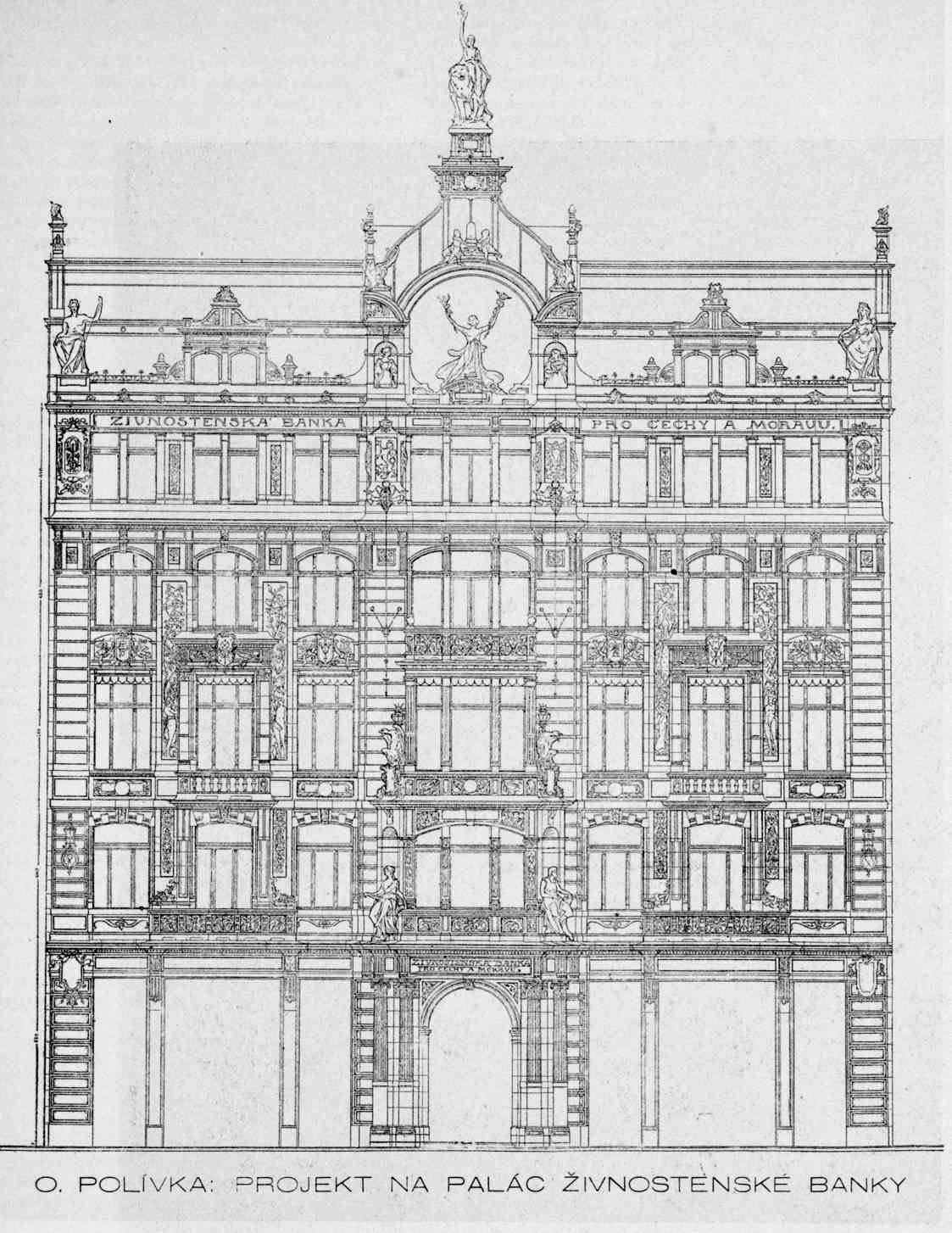
Osvald Polívka: projekt prvního paláce Živnostenské banky, Na příkopě čp. 860/24 (zbořeno 1936)

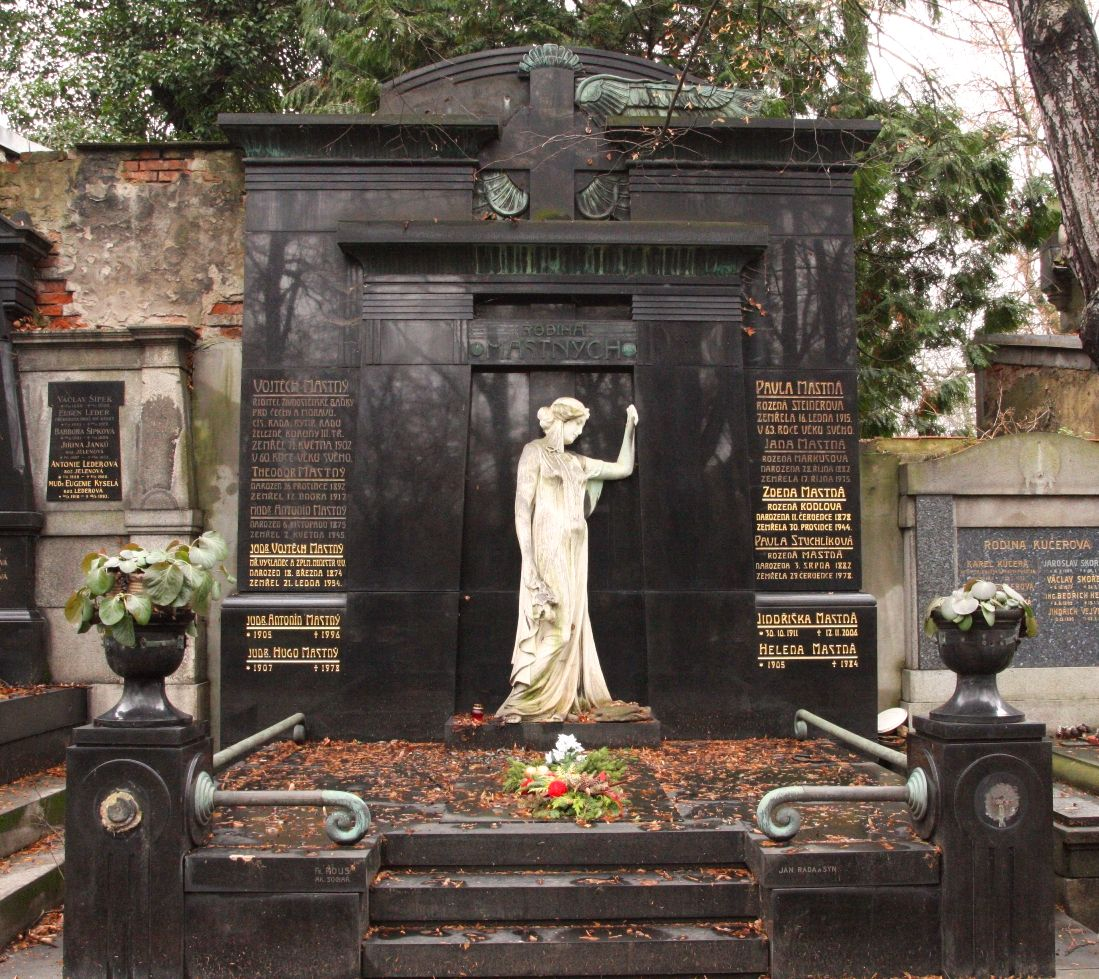
Hrobka rodiny Mastných, Olšanské hřbitovy I.

Roku 1869 nastoupil na místo úředníka Živnostenské banky se sídlem na pražských Příkopech. Banka byla založena 4. listopadu 1868 pod názvem Živnostenská banka pro Čechy a Moravu jako akciová společnost se zaměřením na financování malých a středních českých podniků, a také byla zastřešující organizací sítě malých českých spořitelních a úvěrových družstev. Financována výhradně českými podílníky, její vznik měl tedy v rámci české národní emancipace podstatný význam. O založení se zasloužili například Jan Skrejšovský, František Ladislav Rieger, František Šimáček, Alois Oliva a další. Prvním ředitelem byl v letech 1869 až 1874 Pavol Michal Kuzmány. Roku 1872 byl Mastný přepsán z Jičína do Prahy jako měšťan.

### Ředitel banky
Po rezignaci v pořadí druhého ředitele ústavu Jana Mosera roku 1880 nastoupil na vedoucí pozici František Urbanec, Vojtěch Mastný byl jmenován druhým ředitelem. Byl pověřen zřízením brněnské pobočky banky. Nadále působil též v cukrovarnickém průmyslu, roku 1883 se podílel na založení České společnosti pro cukerní průmysl. Podílel se též na celé řadě vlasteneckých a spolkových aktivit. Roku 1891 se Vojtěch Mastný stal prvním ředitelem Živnobanky. Během jeho působení narůstal kapitál ústavu a Živnobanka tak mohla úvěrovat i velké průmyslové podniky, např. elektroprůmyslové závody Františka Křižíka. Se svými bratry Mastný roku 1892 vykoupil lomnickou mechanickou tkalcovnku, kterou založil jejich otec. Ve funkci ředitele působil až do své smrti.

Dům Vojtěcha Mastného ve Vodičkově ulici ep.na Novém Městě v Praze

### Rodinný život
Vojtěch Mastný starší se v roce 1870 oženil s Pavlou Steiner-Schmidtovou (1852–1915) pocházející z Kamenice nad Lipou.
Z jejich manželství vzešli synové Rudolf (zemřel tříletý), Vojtěch, Antonín a Bohdan a dcera Paulina.
V roce 1895 Mastný zakoupil pro sebe a svou rodinu novobarokní činžovní dům čp. 729/II ve Vodičkově ulici 11 na Novém Městě, naproti Vyšší dívčí škole (kterou navštěvovala jeho dcera Paulina) a nedaleko sídla banky na Příkopech. Dům stojí v blízkosti tzv. Hlávkových domů, které byly tou dobou centrem českého společenského života, v Hlávkově domě bydlel krátce také spisovatel Julius Zeyer.
Nejstarší syn JUDr. Vojtěch Mastný mladší vystudoval právnickou fakultu Univerzity Karlovy v Praze a stal se československým diplomatem. Antonín (1875-1945) byl ženským a praktickým lékařem. 

### Úmrtí a hrobka
Vojtěch Mastný starší zemřel 31. května 1902 ve věku 60 let a byl pochován do nově zřízené rodinné hrobky z černého mramoru se secesním reliéfem truchlící ženy od Františka Rouse, na Olšanských hřbitovech. Společně s ním jsou pohřbeni také rodinní příslušníci tří následujících generací.